# Тихля, Хильда Карловна
Хильда Карловна Ти́хля (псевдоним Р. Алко, Riika Alko) (8 февраля 1870 года — 27 марта 1944 года) — финская, советская писательница.

## Биография
Родилась на хуторе Йуоксунлахти вблизи Ювяскюля в Финляндии в семье крестьянина. С девятилетнего возраста воспитывалась в семье родственников матери в Гельсингфорсе, окончила женскую гимназию.
В 1902—1907 годах училась в Гельсингфорсском университете.
В период подъёма революционного движения в 1905 году вступает в социал-демократическую партию Финляндии. В 1906 году принимает участие в Свеаборгском восстании. В дальнейшем принимает активное участие в рабочем движении, редактирует газеты хельсинкского рабочего союза «Мечта».
За участие в финской рабочей революции 1918 года была арестована, но совершила побег из тюрьмы и в течение шести лет жила на нелегальном положении. В 1924 году нелегально перебралась в Швецию, откуда эмигрировала в СССР.
Жила в городе Троцке Ленинградской области, работала воспитателем в интернате.
С 1925 по 1941 годы жила и работала в Петрозаводске, работала в редакциях финноязычных журналов и газет. В 1934 году была принята в члены Союза писателей СССР.
Умерла в эвакуации в Беломорске.

## Творчество
Первые очерки, рассказы и статьи были опубликованы в Финляндии в начале XX века и получили одобрительные отзывы известного финского писателя Юхани Ахо. С 1907 по 1916 годы в Финляндии вышли шесть её книг, в том числе повесть «Лээни» («Leeni», 1907), сборник рассказов «Из лесных деревень» («Metsäkyliltä», 1909), роман «Люди» («Ihmisiä», 1916). Сборник рассказов «Последние» («Kuopus», 1910) вышел под псевдонимом Riika Alko.
В 1934—1936 годах пишет и издаёт роман «Lehti kääntyy» («Страница переворачивается») о русском крестьянстве, его пути в революцию.